# Humboldt (Minnesota)
Humboldt és una població dels Estats Units a l'estat de Minnesota. Segons el cens del 2000 tenia 61 habitants.

## Demografia
Segons el cens del 2000, Humboldt tenia 61 habitants, 25 habitatges, i 17 famílies. La densitat de població era de 214,1 habitants per km².
Dels 25 habitatges en un 44% hi vivien nens de menys de 18 anys, en un 64% hi vivien parelles casades, en un 4% dones solteres, i en un 32% no eren unitats familiars. En el 28% dels habitatges hi vivien persones soles el 8% de les quals corresponia a persones de 65 anys o més que vivien soles. El nombre mitjà de persones vivint en cada habitatge era de 2,44 i el nombre mitjà de persones que vivien en cada família era de 3,06.
Per edats la població es repartia de la següent manera: un 24,6% tenia menys de 18 anys, un 6,6% entre 18 i 24, un 34,4% entre 25 i 44, un 26,2% de 45 a 60 i un 8,2% 65 anys o més.
L'edat mediana era de 35 anys. Per cada 100 dones de 18 o més anys hi havia 130 homes.
La renda mediana per habitatge era de 53.125 $ i la renda mediana per família de 58.125 $. Els homes tenien una renda mediana de 34.583 $ mentre que les dones 25.417 $. La renda per capita de la població era de 18.511 $. Cap de les famílies estaven per davall del llindar de pobresa.

## Poblacions més properes
El següent diagrama mostra les poblacions més properes.